# Castello di Gradisch
Il castello di Gradisch (in tedesco Schloss Gradisch) si trova nell'omonima località del comune austriaco di Feldkirchen in Kärnten nel Distretto di Feldkirchen appartenente al Land della Carinzia. L'edificio risale almeno al XIII secolo.

## Storia

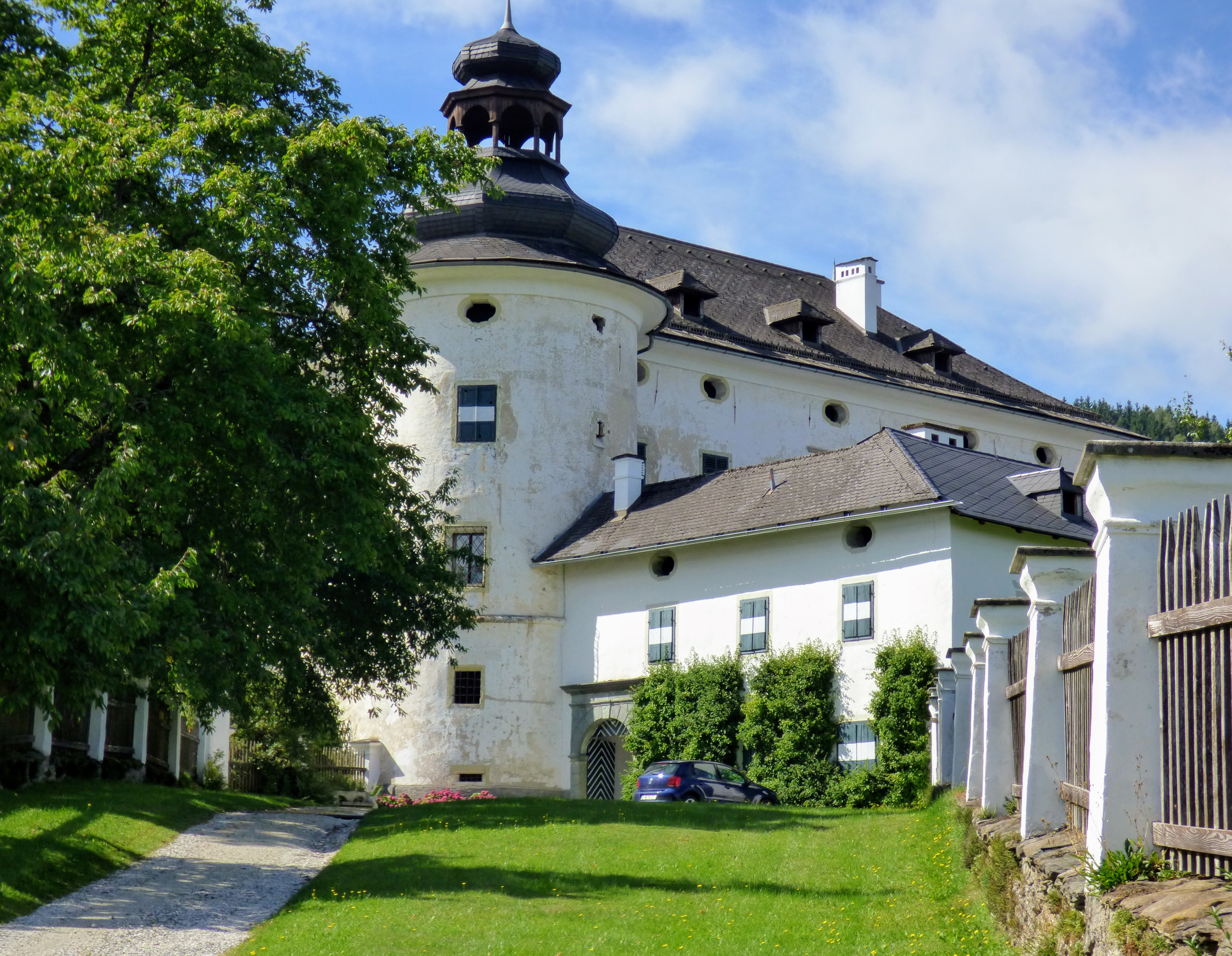
Vialetto di accesso al castello

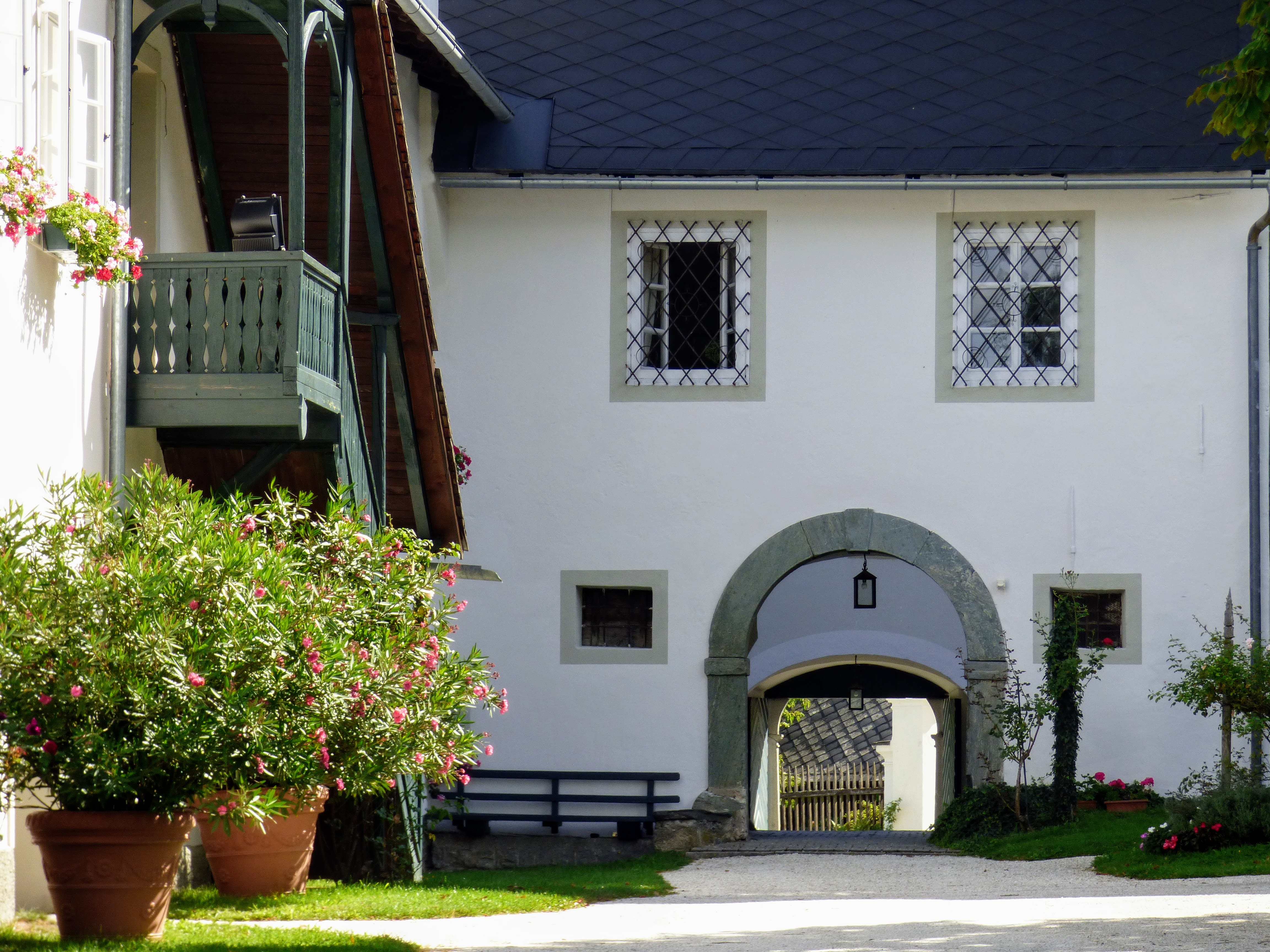
Cortile interno

In origine la tenuta del castello era chiamata Paradeis poiché i suoi signori furono a lungo i Paradeiser, famiglia con membri che ricoprirono alte cariche governative ministeriali con i duchi della Carinzia. Un Wernhardus de Paradyso venne citato come testimone in un documento già nel 1192 e la residenza fu menzionata per la prima volta nel 1250. Per tutto il XIV secolo non ci sono più riferimenti documentati alla famiglia, ma nel 1550 si ha notizia di Georg von Neuhaus-Paradeiser che ottenne dall'arciduca Ferdinando I d'Asburgo il titolo per la sua residenza di Gradisch di recente costruzione. Gradisch indicava qualcosa come le scuderie del castello, o più precisamente il luogo dove un tempo sorgeva il castello. Si presume quindi che questo precedente edificio fosse l'antico castello dei Paradeiser. Si ha notizia che un certo Georg Paradeiser venne giustiziato nel Burghof di Vienna dopo essere stato condannato dalla corte marziale nel 1601 perché, come comandante, aveva consegnato la fortezza ungherese di Kanizsa ai turchi senza combattere. Nel 1652 Eva Regina Paradeiser vendette il castello al Freiherr Johann von Platz, legato all'arcidiocesi di Salisburgo. Nel 1729 la tenuta venne venduta dal conte Polykarp Josef Platz al conte Johann Karl Anton v. Goëss. Da quel momento il castello di Gradisch appartiene alla famiglia Goëss. Nel 1945 la struttura venne danneggiata da un incendio che bruciò il tetto con le sue coperture a cipolla che fu poi ricostruito.

## Descrizione

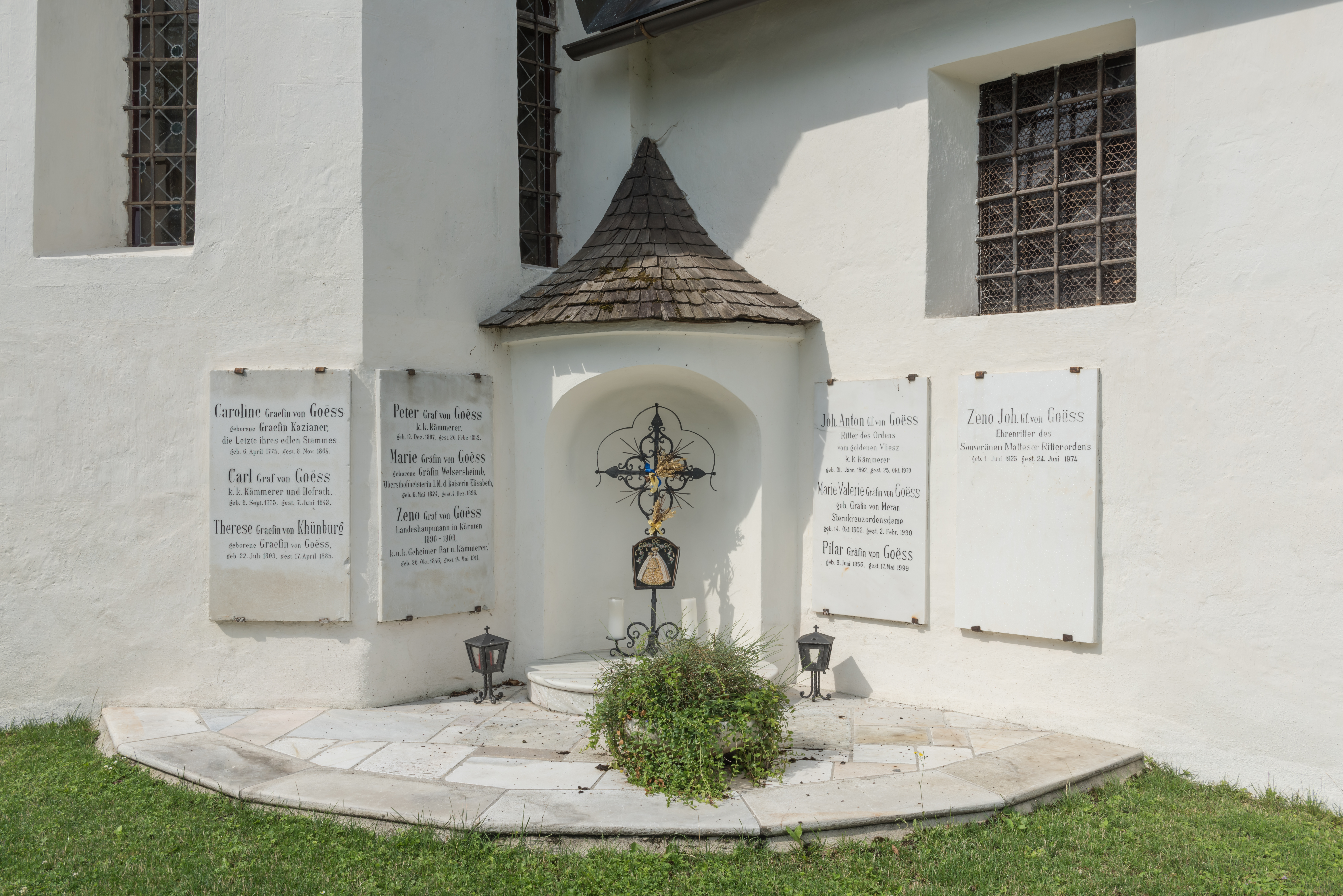
Tomba dei conti di Goëss presso l'abside della chiesa parrocchiale di Heiligen Radegund a Radweg, comune di Feldkirchen

Il castello si trova a Gradisch, frazione a sud del territorio comunale di Feldkirchen in Kärnten nel Distretto di Feldkirchen, Land della Carinzia. La struttura è visibile anche da lontano poiché posta sul versante settentrionale del Gallin e si tratta di un maestoso edificio rinascimentale a due piani che racchiude un cortile rettangolare con gli annessi a due piani aggiunti nel XVII secolo. L'accesso al cortile è possibili sia dal portale ad arco sulla facciata a ovest sia dal portale scanalato sulla facciata est, risalente al XVII secolo. Sia gli angoli nord-est che sud-ovest dell'edificio principale sono caratterizzati da torri angolari rotonde fortemente sporgenti. Entrambe le torri sono concluse da coperture a cipolla molto caratteristiche e coronate da lanterne. Su ciascuno dei due piani superiori della facciata meridionale del castello si trovano finestre a bifora rinascimentali. Il portale tardogotico che si trova su questa facciata, con una cornice riccamente profilata, fu trasferito qui solo nel 1920 dal castello abbandonato Pfannhof. La cappella gentilizia è ospitata nella torre sud-ovest e la sua finestra stretta e alta venne aperta solo dopo l'utilizzo di quella parta e scopi religiosi. La parete ovest è decorata con un dipinto raffigurante San Cristoforo risalente al secondo quarto del XVI secolo. L'aula della cappella è ampia, si sviluppa su due piani ed ha pianta rotonda. L'interno è arricchito da costoloni d'alloro stuccati che conducono al rosone in stucco al centro del soffitto. La pala d'altare a forma di baldacchino risale all'inizio del XVII secolo. Attraverso il portale ad arco a nord si accede allo scalone che poggia su mensole con decorazioni in rilievo e una testa profilata. Un soffitto in stucco del 1680 circa decora la sala da ballo al terzo piano dove si conserva anche lo stemma dei conti di Platz. Stucchi del 1700 circa si trovano anche in altre stanze.

### Bene architettonico tutelato
Il castello di Gradisch è stato posto sotto tutela dei monumenti da parte della Repubblica austriaca col numero 34215.